# Prasophyllum
Prasophyllum – rodzaj roślin z rodziny storczykowatych (Orchidaceae). Obejmuje około 150 gatunków występujących w Australii i Oceanii w takich krajach i regionach jak: Wyspy Chatham, Wyspy Antypodów, Nowa Zelandia, australijskie stany Tasmania, Nowa Południowa Walia, Queensland, Australia Południowa, Wiktoria, Australia Zachodnia.

## Systematyka
Rodzaj sklasyfikowany do podplemienia Prasophyllinae w plemieniu Diurideae, podrodzina storczykowe (Orchidoideae), rodzina storczykowate (Orchidaceae), rząd szparagowce (Asparagales) w obrębie roślin jednoliściennych.
Wykaz gatunków
- Prasophyllum abblittiorum P.A.Collier
- Prasophyllum affine Lindl.
- Prasophyllum albovirens D.L.Jones & L.M.Copel.
- Prasophyllum album R.S.Rogers
- Prasophyllum alpinum R.Br.
- Prasophyllum amoenum D.L.Jones
- Prasophyllum anticum D.L.Jones & D.T.Rouse
- Prasophyllum apoxychilum D.L.Jones
- Prasophyllum argillaceum D.L.Jones & D.T.Rouse
- Prasophyllum asinantum R.J.Bates
- Prasophyllum atratum D.L.Jones
- Prasophyllum australe R.Br.
- Prasophyllum bagoense D.L.Jones
- Prasophyllum barnettii D.L.Jones & D.T.Rouse
- Prasophyllum basalticum D.L.Jones & L.M.Copel.
- Prasophyllum beatrix D.L.Jones & D.T.Rouse
- Prasophyllum brevilabre (Lindl.) Hook.f.
- Prasophyllum brevisepalum D.L.Jones & L.M.Copel.
- Prasophyllum brownii Rchb.f.
- Prasophyllum calcicola R.J.Bates
- Prasophyllum campestre R.J.Bates & D.L.Jones
- Prasophyllum canaliculatum D.L.Jones
- Prasophyllum candidum R.J.Bates & D.L.Jones
- Prasophyllum caricetum D.L.Jones
- Prasophyllum castaneum D.L.Jones
- Prasophyllum catenemum D.L.Jones
- Prasophyllum caudiculum D.L.Jones
- Prasophyllum colemaniarum R.S.Rogers
- Prasophyllum colensoi Hook.f.
- Prasophyllum collinum D.L.Jones
- Prasophyllum concinnum Nicholls
- Prasophyllum constrictum R.S.Rogers
- Prasophyllum copelandii D.L.Jones
- Prasophyllum correctum D.L.Jones
- Prasophyllum crassum D.L.Jones & R.J.Bates
- Prasophyllum crebriflorum D.L.Jones
- Prasophyllum cucullatum Rchb.f.
- Prasophyllum cuneatum D.L.Jones & G.Brockman
- Prasophyllum cyphochilum Benth.
- Prasophyllum diversiflorum Nicholls
- Prasophyllum dossenum R.J.Bates & D.L.Jones
- Prasophyllum drummondii Rchb.f.
- Prasophyllum elatum R.Br.
- Prasophyllum erythrocommum D.L.Jones & D.T.Rouse
- Prasophyllum exile D.L.Jones & R.J.Bates
- Prasophyllum favonium D.L.Jones
- Prasophyllum fecundum R.J.Bates
- Prasophyllum fimbria Rchb.f.
- Prasophyllum fitzgeraldii R.S.Rogers & Maiden
- Prasophyllum flavum R.Br.
- Prasophyllum fosteri D.L.Jones
- Prasophyllum frenchii F.Muell.
- Prasophyllum fuscum R.Br.
- Prasophyllum gibbosum R.Br.
- Prasophyllum giganteum Lindl.
- Prasophyllum gilgai D.L.Jones & D.T.Rouse
- Prasophyllum goldsackii J.Z.Weber & R.J.Bates
- Prasophyllum gracile Lindl.
- Prasophyllum gracillimum Nicholls
- Prasophyllum graniticola D.L.Jones & L.M.Copel.
- Prasophyllum gravesii R.J.Bates
- Prasophyllum hectorii (Buchanan) Molloy, D.L.Jones & M.A.Clem.
- Prasophyllum helophilum D.L.Jones & D.T.Rouse
- Prasophyllum hians Rchb.f.
- Prasophyllum holzingeri D.L.Jones & L.M.Copel.
- Prasophyllum hygrophilum D.L.Jones & D.T.Rouse
- Prasophyllum incompositum D.L.Jones
- Prasophyllum incorrectum D.L.Jones
- Prasophyllum incurvum D.L.Jones
- Prasophyllum innubum D.L.Jones
- Prasophyllum jeaneganiae D.L.Jones
- Prasophyllum keltonii D.L.Jones
- Prasophyllum lanceolatum R.S.Rogers
- Prasophyllum laxum R.J.Bates
- Prasophyllum limnetes D.L.Jones
- Prasophyllum lindleyanum Rchb.f.
- Prasophyllum litorale R.J.Bates
- Prasophyllum maccannii D.L.Jones & D.T.Rouse
- Prasophyllum macrostachyum R.Br.
- Prasophyllum macrotys Lindl.
- Prasophyllum milfordense D.L.Jones
- Prasophyllum mimulum D.L.Jones
- Prasophyllum mollissimum Rupp
- Prasophyllum montanum R.J.Bates & D.L.Jones
- Prasophyllum morganii Nicholls
- Prasophyllum mucronatum Rupp
- Prasophyllum murfetii D.L.Jones
- Prasophyllum nichollsianum Rupp
- Prasophyllum niphopedium D.L.Jones
- Prasophyllum nitidum D.L.Jones & R.J.Bates
- Prasophyllum nublingii R.S.Rogers
- Prasophyllum obovatum Rupp
- Prasophyllum occidentale R.S.Rogers
- Prasophyllum occultans R.J.Bates
- Prasophyllum odoratissimum D.L.Jones
- Prasophyllum odoratum R.S.Rogers
- Prasophyllum olidum D.L.Jones
- Prasophyllum ovale Lindl.
- Prasophyllum pallens D.L.Jones
- Prasophyllum pallidum Nicholls
- Prasophyllum parviflorum (R.S.Rogers) Nicholls
- Prasophyllum parvifolium Lindl.
- Prasophyllum patens R.Br.
- Prasophyllum paulinae D.L.Jones & M.A.Clem.
- Prasophyllum perangustum D.L.Jones
- Prasophyllum petilum D.L.Jones & R.J.Bates
- Prasophyllum pictum D.L.Jones & L.M.Copel.
- Prasophyllum pilligaense D.L.Jones & L.M.Copel.
- Prasophyllum plumiforme Fitzg.
- Prasophyllum praecox D.L.Jones
- Prasophyllum pruinosum R.S.Rogers
- Prasophyllum pulchellum D.L.Jones
- Prasophyllum pyriforme E.Coleman
- Prasophyllum readii D.L.Jones & D.T.Rouse
- Prasophyllum reflexum Fitzg.
- Prasophyllum regium R.S.Rogers
- Prasophyllum ringens (Rchb.f.) R.J.Bates
- Prasophyllum robustum (Nicholls) M.A.Clem. & D.L.Jones
- Prasophyllum rogersii Rupp
- Prasophyllum roseum D.L.Jones & R.J.Bates
- Prasophyllum rostratum Lindl.
- Prasophyllum rousei D.L.Jones
- Prasophyllum sandrae D.L.Jones
- Prasophyllum sargentii (Nicholls) A.S.George
- Prasophyllum secutum D.L.Jones
- Prasophyllum solstitium D.L.Jones
- Prasophyllum spadiceum D.L.Jones & R.J.Bates
- Prasophyllum sphacelatum D.L.Jones
- Prasophyllum spicatum R.J.Bates & D.L.Jones
- Prasophyllum stellatum D.L.Jones
- Prasophyllum striatum R.Br.
- Prasophyllum stygium D.L.Jones & D.T.Rouse
- Prasophyllum suaveolens D.L.Jones & R.J.Bates
- Prasophyllum subbisectum Nicholls
- Prasophyllum suttonii R.S.Rogers & B.Rees
- Prasophyllum sylvestre R.J.Bates & D.L.Jones
- Prasophyllum sylvicola D.L.Jones
- Prasophyllum taphanyx D.L.Jones
- Prasophyllum tortilis D.L.Jones & R.J.Bates
- Prasophyllum transversum Fitzg.
- Prasophyllum triangulare Fitzg.
- Prasophyllum truncatum Lindl.
- Prasophyllum tunbridgense D.L.Jones
- Prasophyllum unicum Rupp
- Prasophyllum uvidulum D.L.Jones & D.T.Rouse
- Prasophyllum validum R.S.Rogers
- Prasophyllum venustum D.L.Jones & D.T.Rouse
- Prasophyllum viretrum D.L.Jones & D.T.Rouse
- Prasophyllum viriosum D.L.Jones & D.T.Rouse
- Prasophyllum wallum R.J.Bates & D.L.Jones
- Prasophyllum wilkinsoniorum D.L.Jones